# Schlag (Forstwirtschaft)

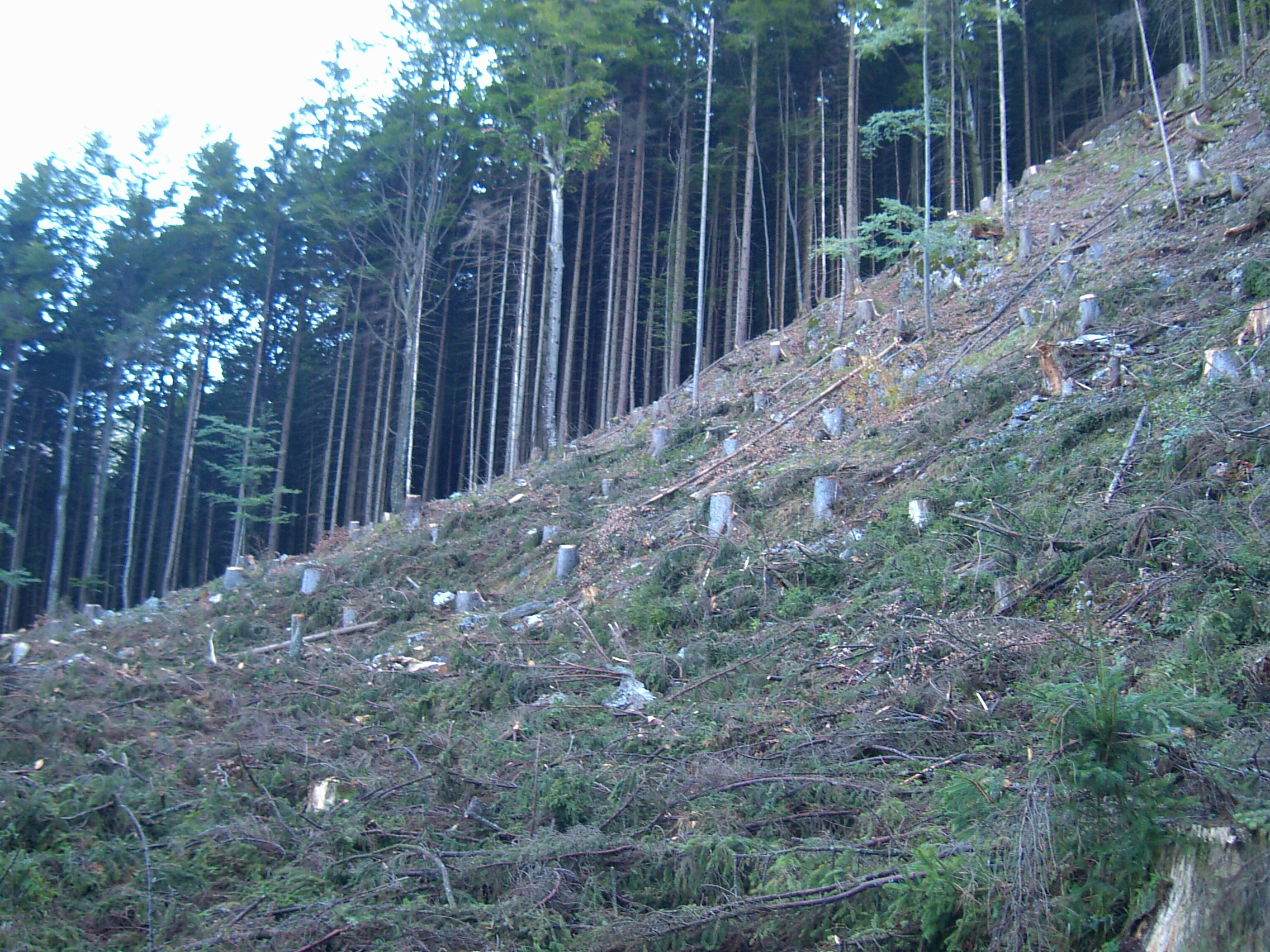
Kahlschlag in den Bayerischen Alpen

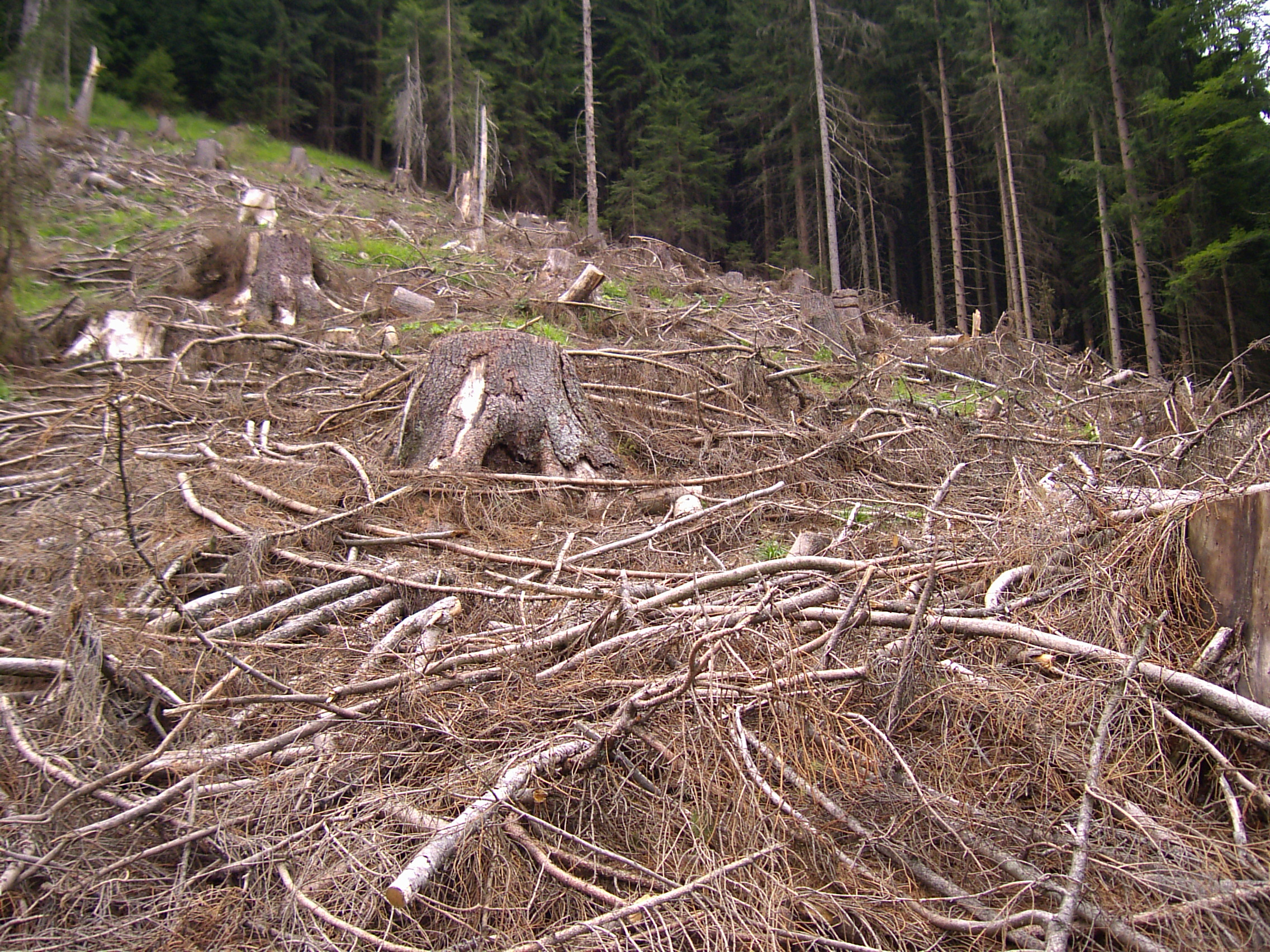
Die Äste der Bäume werden häufig im Wald zurückgelassen

Ein Schlag ist eine Waldfläche, auf der sich eine Hiebs- oder Verjüngungsmaßnahme in konzentrierter Form vollzieht.
Der Begriff „Schlag“ wurde im deutschen Sprachraum etwa zu Beginn der Neuzeit geprägt, als die bis dahin gängige einzelstammweise oder plenterartige Holznutzung durch die Einführung von Forstordnungen an Bedeutung zu verlieren begann. Hintergrund dieser Entwicklung sind Degenerationserscheinungen, die eine Folge dieser ungeregelten Nutzung bei stetig steigendem Holzbedarf darstellten, der das Zuwachspotenzial eines Waldgebietes überschritt. Diese Übernutzungen waren durch die frühe Industrialisierung (beispielsweise Waldglas und Holzkohleerzeugung) sowie den allgemeinen Bevölkerungszuwachs bedingt.
Durch die Einführung von Forstordnungen wurden große Waldgebiete in kleinere „Schläge“ unterteilt, deren Bewirtschaftung übersichtlich und somit planbar und nachhaltiger war. Eng damit verbunden ist, vor allem ab dem 19. Jahrhundert durch die Entstehung der Forstwissenschaft und der Forsteinrichtung, die Entwicklung des schlagweisen Hochwaldes, der auch heute noch die Wirtschaftswälder Mitteleuropas dominierenden Betriebsart. Grundformen der schlagweisen Forstwirtschaft sind der Kahlschlag und der Schirmschlag; es existieren verschiedene Varianten dieser Betriebsformen.

## Weiterführende Literatur
- Peter Burschel und Jürgen Huss: Grundriß des Waldbaus. Ein Leitfaden für Studium und Praxis. 2., neubearbeitete und erweiterte Auflage. Parey, Berlin. 1999, ISBN 3-8263-3045-5
- Peter Sieder: Angewandter Waldbau, Waldbausysteme und -strategien. Shaker. 2003, ISBN 3-8322-2229-4